# 朱祐槟
益端王朱祐檳（1479年1月26日—1539年10月5日），明憲宗第六子、母莊懿德妃張氏。生於成化十五年（1479年）正月初四日，二十三年（1487年）七月受封益王。弘治元年（1488年）二月，出阁读书。四年（1491年）六月，翰林院检讨胡承和丘文瀚被任命为益王府左右长史。九月，孝宗下旨在江西建昌修建益王府。八年（1495年），就藩建昌府（今江西省撫州市）。他的舅舅张俊先前作为冗官被从锦衣卫带俸千户降为百户，他就藩时请求为舅舅复职，获准。后来他又为张俊子张昇求得世袭锦衣卫指挥使。
嘉靖十八年（1539年）八月二十四日去世，享年60岁。
他居住在原來的荊憲王朱瞻堈的府邸，生性儉約，衣服洗了又穿，每日都吃素食。愛好讀書史，愛民重士，無所侵擾。王妃彭氏，生四子二女。

## 斲琴
明代的皇室常監制或自行斲製古琴，寧獻王朱權、益端王朱祐檳，潞閔王朱常淓，衡恭王朱祐楎、衡王府莊王朱厚燆等合稱「四王琴」。

## 家庭

### 妻妾
1. 王妃：彭氏
2. 妾室：朱厚煌母

### 子女

#### 子
1. 嫡一子益莊王朱厚燁
2. 嫡二子益恭王朱厚炫
3. 庶三子金谿莊惠王朱厚煌
4. 庶四子玉山恭安王朱厚㷷

#### 女
1. 德安郡主，早卒
2. 安福郡主，仪宾李熙

## 壙志
葬于江西省南城县洪门镇境内。其墓葬于1972年得到发掘

[誌蓋]

大明益端王壙志

[誌文]

王諱祐檳，憲宗皇帝第四子。母莊懿德妃張氏。王生于成化十五年正月初四日，二十三年七月十一日，冊封為益王。弘治八年八月二十五日，之國江西建昌府。嘉靖十八年八月二十四日，以疾薨，享年六十有一。妃彭氏。子四人：長益世子厚燁，配王氏；次崇仁王厚炫，配吳氏；庶金谿王厚煌，配涂氏，繼配傅氏；玉山王厚㷷，配黃氏，繼配王氏。女二人：長德安郡主，未笄先卒，次安福郡主，下嫁儀賓李熙。孫六人：長載增，封崇仁王長子，配鄭氏；次載𡑡、載𡊿、載㙫、載壤、載㙾。孫女四人：長宜春縣主，下嫁儀賓孔價；次寧都縣主，下嫁儀賓張巋；餘尚幼。曾孫二人，皆未請名。訃聞，輟視朝三日。遣官渝祭，命有司治喪葬如禮。昭聖恭安康惠慈壽皇太后、東宮，各遣祭。在京文武各官，各致祭焉。以嘉靖十九年八月二十五日，葬於南城縣金華山之原。嗚呼！王以帝室至親，榮封大國，賢聲遠播，藩屏有光，貴富兼隆，福祉咸萃；茲考終牖下，復何憾焉；爰述其槩，納諸幽扃，用昭示不朽云。